# Університет принцеси Нори бінт Абдель Рахман
Університет принцеси Нори бінт Абдель Рахман (араб. جامعة الأميرة نورة بنت عبد الرحمن) — найбільший у світі жіночий університет. Розташований у столиці Саудівської Аравії — Ер-Ріяд. Відкрив новий навчальний заклад у 2011 році Король Саудівської Аравії Абдалла ібн Абдель Азіз. Кампус університету вміщує 40 тисяч студентів та 12 000 співробітників. 